# Kim Leine

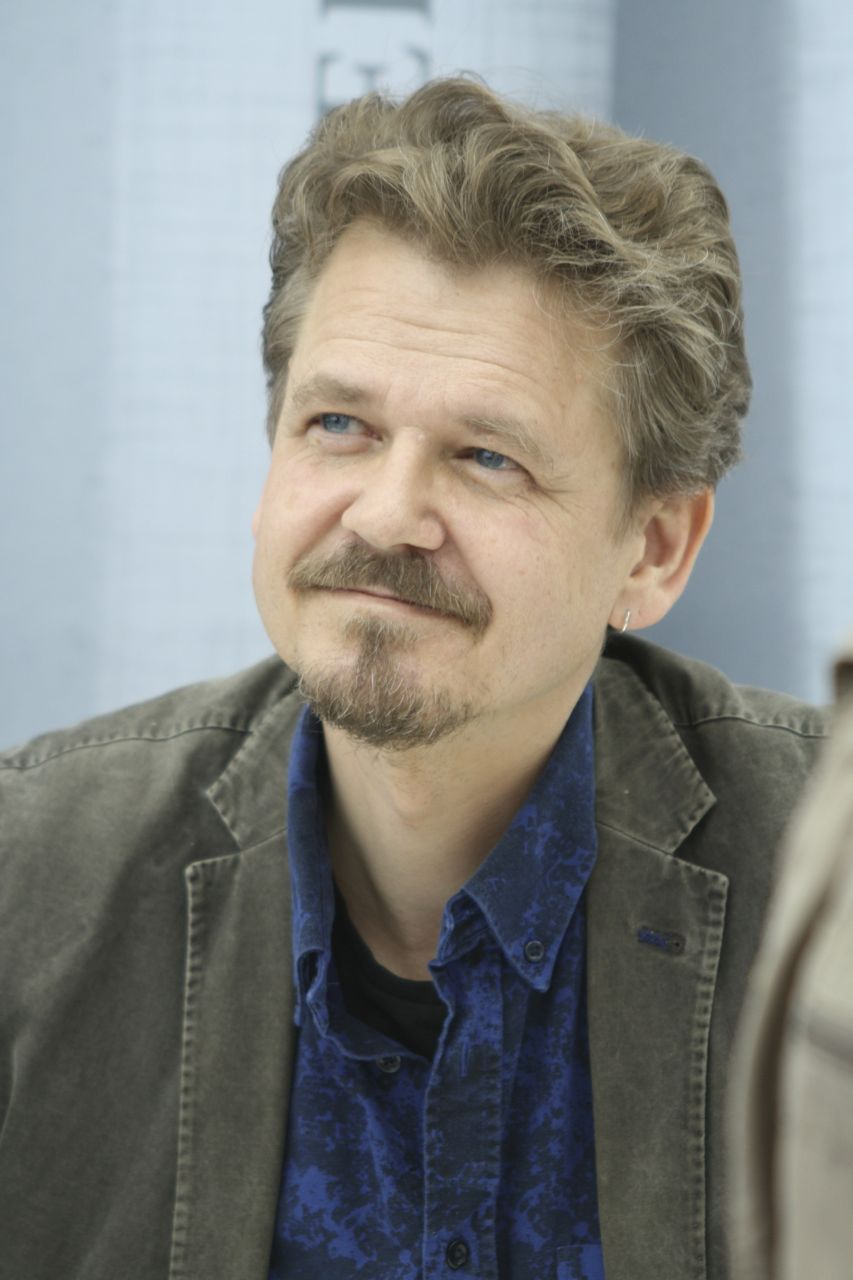
Kim Leine auf der Leipziger Buchmesse 2014

Kim Leine Rasmussen (* 28. August 1961 in Bø (Telemark), Norwegen) ist ein dänisch-norwegischer Schriftsteller.

## Leben
Kim Leine wurde 1961 als Kind dänischer Eltern in Norwegen geboren und wuchs dort in einer Gemeinde der Zeugen Jehovas auf. Erst mit siebzehn Jahren kam er nach Kopenhagen, um bei seinem dänischen Vater und dessen Freund zu leben. Leine wurde von seinem Vater sexuell missbraucht, was er in seinem autobiografisch geprägten Debütroman Kalak verarbeitete. 1982 legte er das Abitur am Sortedam Gymnasium in Kopenhagen ab. Leine absolvierte anschließend ein Studium zum Gesundheits- und Krankenpfleger, das er 1987 abschloss.
1990 ging er mit seiner jungen Familie nach Grönland, um dort als Pfleger zu arbeiten. Diese Erfahrungen verwendete er in seinem Roman Tunu und auch in seinem Erstling Kalak. In beiden Büchern wird auch sein schwerer Medikamentenmissbrauch thematisiert. Basis seines Romans Valdemarsdag ist die wahre Geschichte seines Großvaters Erik Rasmussen. Dieser hatte 1938 aus Eifersucht und vorsätzlich seinen Chef, Freund und Liebhaber seiner von ihm getrennt lebenden Frau umgebracht. Profeterne i Evighedsfjorden ist ein historischer Roman, der zwischen 1785 und 1815 in Kopenhagen, Grönland und Norwegen spielt und auf der wahren Begebenheit der Habakuk-Bewegung beruht. Erzählt wird die Lebensgeschichte des fiktiven Pastors Morten Falck, der in Norwegen aufwächst, zum Studium nach Kopenhagen geht und dann als Missionar nach Grönland. Das Buch wurde bereits ins Norwegische, Niederländische, Deutsche und Italienische übersetzt und mit zahlreichen Literaturpreisen ausgezeichnet.
Leine schreibt auf Dänisch und übersetzt seine Bücher selbst ins Norwegische. Er lebt mit seiner zweiten Familie in Kopenhagen.

## Werke

### Romane
- Kalak (2007)
- Valdemarsdag (2008)
- Tunu (2009) als Die Untreue der Grönländer (2012), deutsche Übersetzung: Ursel Allenstein, zuletzt Suhrkamp, Berlin 2012, ISBN 978-3-518-46365-9[8]
- Profeterne i Evighedsfjorden (2012), deutsch: Ewigkeitsfjord, deutsche Übersetzung: Ursel Allenstein, Hanser, München 2014, ISBN 978-3-446-24477-1
- Afgrunden (2015)
- Skovpigen Skærv (2015)
- De søvnløse (2016)
- Rød mand/sort mand (2018)

### Novellen
- Historien om et venskab, 2009 in der Literaturzeitschrift Kulturo, Nr. 28[9][10]
- Leifurs rejse, 2010 in Apparatur, Nr. 22[11]

### Artikel (Auswahl)
- Greetings from a new country in: New Statesman vom 18. Dezember 2008[12]
- Frisøren in der Serie Min Far in: Politiken vom 28. Dezember 2008[13]
- Løbe til og ikke fra in: Politiken vom 3. August 2011[14]

## Auszeichnungen und Stipendien
- 2007 Bodil og Jørgen Munch-Christensens Kulturlegat für junge, debütierende Schriftsteller[15]
- 2008 Arbeitslegat von der staatlichen dänischen Kunststiftung Statens Kunstfond[16]
- 2008 Romanpreis des Dänischen Radios für Valdemarsdag
- 2009 Drei-Jahres-Stipendium des Statens Kunstfond[17] und eine zusätzliche Prämie[18]
- 2012 Weekendavisens litteraturpris der dänischen Wochenzeitung Weekendavisen für Profeterne i Evighedsfjorden
- 2012 De Gyldne Laurbær (Preis des dänischen Buchhandels) für Profeterne i Evighedsfjorden[19]
- 2013 Literaturpreis 2012 der Tageszeitung Politiken[20]
- 2013 Literaturpreis des Nordischen Rates für Profeterne i Evighedsfjorden
- 2013 DR Romanpreis für Profeterne i Evighedsfjorden
- 2017 Shortlist des International DUBLIN Literary Award mit The Prophets of Eternal Fjord
- 2018 Kronprinsparrets Kulturpris (Kulturpreis des dänischen Kronprinzenpaares)
- 2019 Søren-Gyldendal-Preis
- 2019 Drachmannlegatet